# Coccidohystrix madecassus
Coccidohystrix madecassus är en insektsart som först beskrevs av Mamet 1959.  Coccidohystrix madecassus ingår i släktet Coccidohystrix och familjen ullsköldlöss.
Artens utbredningsområde är Madagaskar. Inga underarter finns listade i Catalogue of Life.